# Adolf
Adolf – imię męskie pochodzenia germańskiego. Wywodzi się od słów: adal – „szlachetny” oraz wolf – „wilk”. W Polsce imię to spotykane jest od XII–XIII w. Inne formy: Adulf, Odolf. Od tego imienia wywodzi się także imię Ado (Adon, Addo, Addon), będące jego zdrobnieniem.
Adolf imieniny obchodzi: 11 lutego, 13 lutego, 14 lutego, 19 kwietnia, 17 czerwca, 8 lipca, 21 sierpnia, 27 września, 16 grudnia.
Odpowiedniki w innych językach:
- esperanto: Adolfo[3]

Imię Adolf jest rzadko nadawane po II wojnie światowej w związku z osobą Adolfa Hitlera.

## Osoby noszące imię Adolf
- Adolf (I, hrabia Bergu)
- Adolf (I, hrabia w okręgu Keldach)
- Adolf (II, hrabia Bergu)
- Adolf (II, hrabia w okręgu Keldach)
- Adolf (Odolanus)
- Adolf (książę Jülich i Bergu)
- Adolf (wielki książę Luksemburga)
- Adolf z Osnabrück – święty kościoła katolickiego
- Gustaw II Adolf – król Szwecji
- Adolf – książę Geldrii
- Adolf Adam
- Adolf Anderssen
- Adolphe Appia (1862–1928) – szwajcarski teoretyk teatru i scenograf
- Adolf Bocheński
- Adolf Brand
- Adolphe Brongniart (1801–1876) – francuski geolog, botanik, twórca paleobotaniki
- Adolf Ciborowski
- Adolf Daab (1872–1924) – przemysłowiec, radny Warszawy, radny PE-A Św. Trójcy w Warszawie
- Adolf Dassler
- Adolf Diekmann – SS-Sturmbannführer, zbrodniarz wojenny
- Adolph Dubs (1920-1979) - amerykański dyplomata
- Adolf Dygacz
- Adolf Dygasiński – polski powieściopisarz
- Adolf Dymsza – polski aktor
- Adolf Dyroff
- Adolf Eichmann – nazistowski zbrodniarz wojenny
- Adolf Giżyński
- Adolf Hitler – kanclerz Niemiec, odpowiedzialny za zbrodnie wojenne[5]
- Adolf Hitler Uunona – nambijski polityk
- Adolf „Adi” Hütter – trener piłkarski
- Adolf Hurwitz – matematyk niemiecki
- Adolf Jełowicki
- Adolf Joszt
- Adolf Loos
- Adolf Nowaczyński – polski pisarz, dramaturg, satyryk, poeta, publicysta, eseista, krytyk, działacz polityczny i społeczny
- Adolf Pascher
- Adolfo Pérez Esquivel – Argentyńczyk, laureat pokojowej nagrody Nobla
- Adolf Rading
- Adolf Rudnicki – polski pisarz
- Adolphe Sax
- Adolfo Suárez (1932–2014) – hiszpański polityk i prawnik, w latach 1976–1981 premier Hiszpanii, jedna z głównych postaci hiszpańskiego procesu demokratyzacji
- Adolf Tochterman
- Adolf Wissel
- Adolfo Nicolás – hiszpański jezuita, przełożony generalny Towarzystwa Jezusowego